# 飛行力学
飛行力学（ひこうりきがく、英語：flight dynamics、flight mechanics）は、大気中や宇宙空間を航行する物体（主に人工飛行体）の運動と力学に関する学問分野である。

## 概要
飛行力学は、拘束の無い自由空間内での物体に加わる力とそれに伴う運動に関する学問分野と解釈することが出来る。
この場合、物体を大きさの無い質点とみなした時の運動（質点の軌道）と、大きさ・形状を有する物体の姿勢に関する運動（剛体の運動）の2つに大別することが出来る。
また，以上のような物体の力学・運動をどのような条件の自由空間内で考えるかによってさらに2つに大別され、1つは一様重力場で地上を平面に近似した場合と、他方は逆2乗則に従った中心力場における系の場合である。
前者は飛行力学の中でも一般に「航空力学」と呼ばれる分野で、後者は「宇宙航行力学」と呼ばれるものである（一般の航空機に比べ遥かに高い高度を航行する宇宙機の運動は、一様重力場における力学を適用するには無理があり、球である地球の形状も大きく影響する）。
これまで飛行力学は、狭義には航空機の運動と力学を扱う航空力学を指したが、広義には弾道飛行や宇宙飛行する物体の運動と力学を扱う宇宙航行力学も含む。
また、スペースプレーンのような飛行機形態のビークルで軌道投入が考えられている場合については、以上のような飛行力学的考え方と宇宙航行力学的考え方を同時に取り扱う必要がある。
なお、中心力場の系において人工飛行体ではない天体に関する力学については、天体力学と一般に呼ばれることがある。

## 質点の運動
質点の運動では、１つの物体の全質量が１点に集中していると考える。したがって、質点の運動では、回転運動は考慮されない。例えば惑星の公転を考える場合、天体間の距離は各天体の大きさに比べ非常に大きいため、引力は重心の一点に作用するとみなす事ができる。このように任意の物体の質量分布が無視できる場合、その運動は質点系の運動に近似できる。

## 剛体の運動
質点系における運動では質量は一点に集中するものと考え、回転運動を考慮しない。しかし、力学的エネルギー保存を考える場合（回転運動も運動エネルギーを持つ）や、質量分布が無視できない場合には、質点系における力学は適用できない。この時、対象は大きさを持った物体として扱われる。剛体はこの大きさを持つモデルの内、力による変形を考慮しないものを言う。